# Narelle Kellner
Narelle Kellner (geboren als Narelle Jorgensen; * 18. Oktober 1934; † 20. Dezember 1987 in Hurstville, New South Wales) war eine australische Schachspielerin.

## Leben
Narelle Kellner wuchs in Mosman auf, einem Vorort von Sydney. Ihr Vater diente in der Australian Imperial Force. 1943 wäre sie beinahe im Hafen von Mosman ertrunken, was eine Rettungsmission von mehr als 200 Soldaten hervorrief.
Sie arbeitete als Grundschullehrerin.
Narelle Kellner war seit 1961 mit dem Schachspieler John Vincent Kellner verheiratet (* 1931; † 1987), einem Internationalen Meister im Fernschach und mehrmaligen australischen Fernschachmeister, der ihr das Schachspielen beibrachte. John Kellner war Taxifahrer. Als er in einen Unfall verwickelt war, bei dem zwei Menschen ums Leben kamen, war er unheilbar krank. Narelle Kellner erschoss ihren Mann kurz vor dem Gerichtsverfahren und eine Woche später sich selbst.

## Erfolge
Die Einzelmeisterschaft der Frauen von New South Wales gewann sie 21 Mal. 1972 und 1974 (in Cooma) konnte sie die 3. und 4. australische Einzelmeisterschaft der Frauen gewinnen.
1976 nahm sie am Interzonenturnier in Tiflis teil, bei dem sie allerdings den letzten Platz der teilnehmenden Spielerinnen belegte, Siegerin war Jelena Fatalibekowa. Beim Interzonenturnier 1979 in Alicante, das Tatjana Lematschko gewann, wurde Kellner ebenfalls Letzte, punktgleich mit Miyoko Watai. Qualifiziert hatte sie sich für das Interzonenturnier in Alicante durch ein Zonenturnier 1978 in Singapur.
Kellner spielte für die australische Frauennationalmannschaft bei vier Schacholympiaden: 1972 am Spitzenbrett sowie 1976, 1978 und 1984 am zweiten Brett, wobei sie 1978 gegen Margit Hennings siegte und 1984 gegen Helen Milligan.
1977 wurde ihr der Titel Internationaler Meister der Frauen (WIM) verliehen. Ihre höchste Elo-Zahl war 2015 im Jahr 1987.

## Veröffentlichungen
- Guide to coaching junior chess players. Australian Chess Federation, Sydney 1986 (gemeinsam mit Kevin Harrison); 2. erweiterte Auflage: Australien Chess Enterprises, Kellyville N.S.W. 1993 (erweitert von Stuart Clarke); ISBN 978-1-8757-1602-9.
- The Bulletin. 38th Australian Junior Chess Championship. Sydney 1987.